# Serranoham

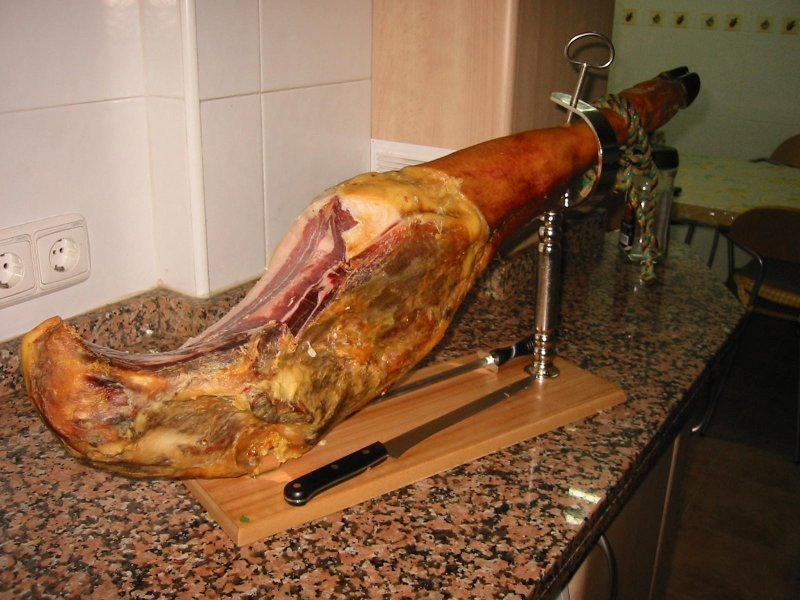
Een serranoham

Serranoham is een rauwe ham, oorspronkelijk afkomstig uit de Spaanse bergen. De ham wordt gemaakt van een speciaal gefokt Spaans varkensras.
Oorspronkelijk is de serranoham afkomstig uit de bergachtige regio Andalusië. Daar werd de gezouten ham gedroogd in de berglucht. (Vandaar de term serrano: serrano,-a is Spaans voor berg-, gebergte-). De originele serranoham is te herkennen aan het S-logo. Nadat de verse ham in een pekelbad met kruiden heeft gelegen rijpt hij zo'n negen maanden in een ruimte waar de temperatuur langzaam toeneemt tot 30 graden. Tegelijkertijd neemt de vochtigheid af, waardoor de hammen uitdrogen. De ham is rijk aan ijzer en eiwitten en vetarm. Hierdoor wordt deze ham soms ook voorgeschreven aan mensen met bloedarmoede of een ijzertekort.
Een serranoham is wat anders dan een ibéricoham, de smaak is anders en de serranoham komt van een ander varkensras. Dat verklaart ook grotendeels het prijsverschil. Serranohammen zijn beduidend goedkoper dan ibéricohammen. Bij serranoham bestaan drie kwaliteiten welke samenhangen met de rijpingsduur van de ham:
- Jamón bodega: ca. 9 tot 12 maanden gerijpt
- Jamón reserva: ca. 12 tot 15 maanden gerijpt
- Jamón gran reserva: meer dan 15 maanden gerijpt

Een paleta chamuscada Konduroc Sensaciones Gran Reserva is anders dan alle andere serranohammen. De traditionele wijze waarop deze Spaanse hammen in enkele dorpen in Spanje gemaakt wordt is uniek en wordt al sinds mensenheugenis van generatie op generatie doorgegeven. Na de slacht en na het uitsnijden van de ham wordt deze bedekt met stro dat aangestoken wordt. Het oppervlak van de ham komt gedurende korte tijd in aanraking met het vuur, waardoor de varkensharen verdwijnen en de poriën zich sluiten en de volle smaak van de ham als het ware opgesloten wordt. Daarna volgt, zoals ook bij alle andere Spaanse hammen gebeurt, het pekelen van de ham: bij dit type ham wordt bij deze methode minder zout gebruikt.
De producent selecteert voor deze Chamuscada Gran Reserva-ham de beste volgroeide varkens: een kruising tussen het durocvarken (75%) en andere rassen, vandaar de benaming "Konduroc". De rijping vindt plaats in natuurlijke "secadores" gedurende minimaal 12 tot 16 maanden, hetgeen bijdraagt aan de volle smaak en het aroma van deze ham.

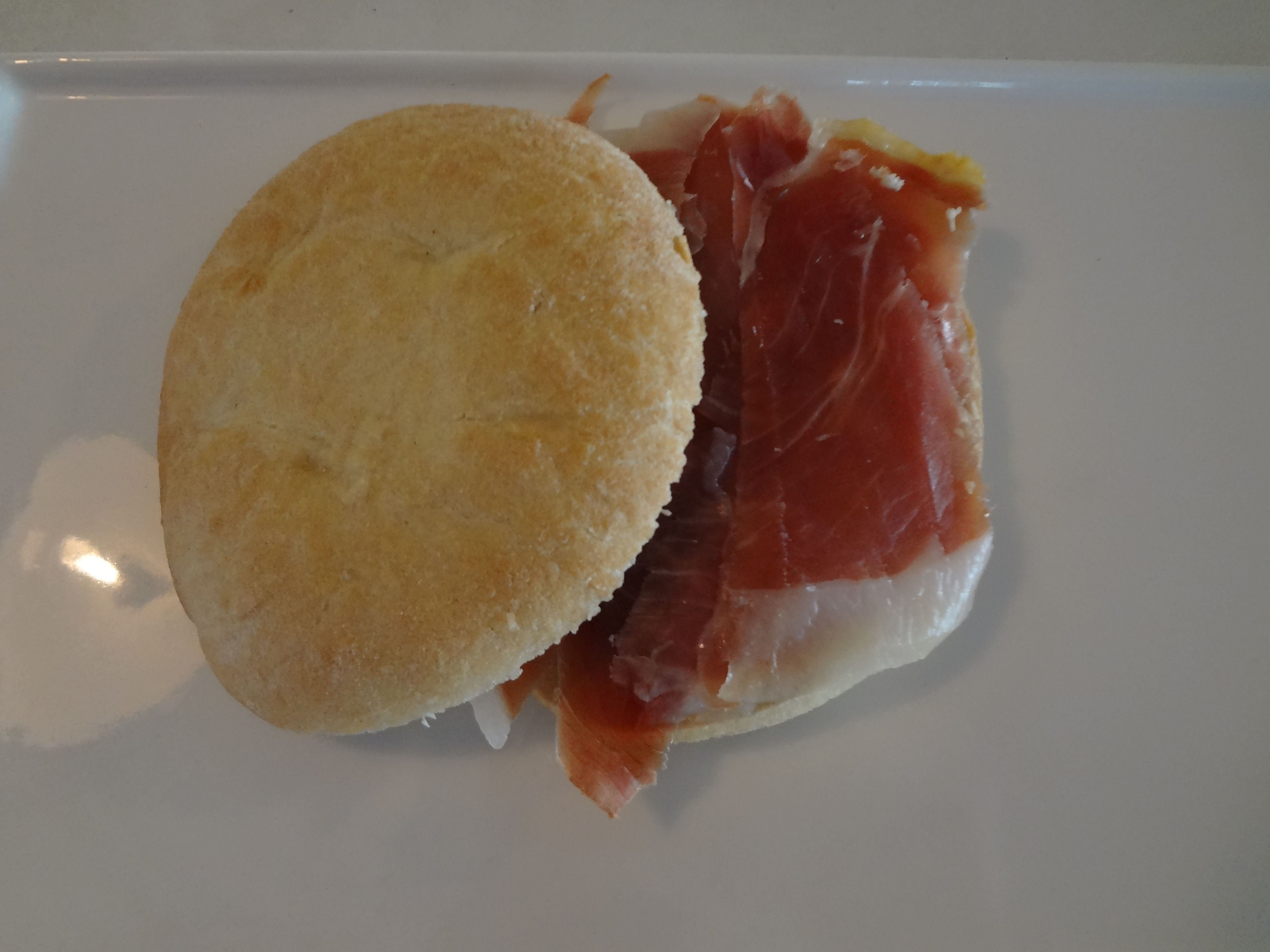
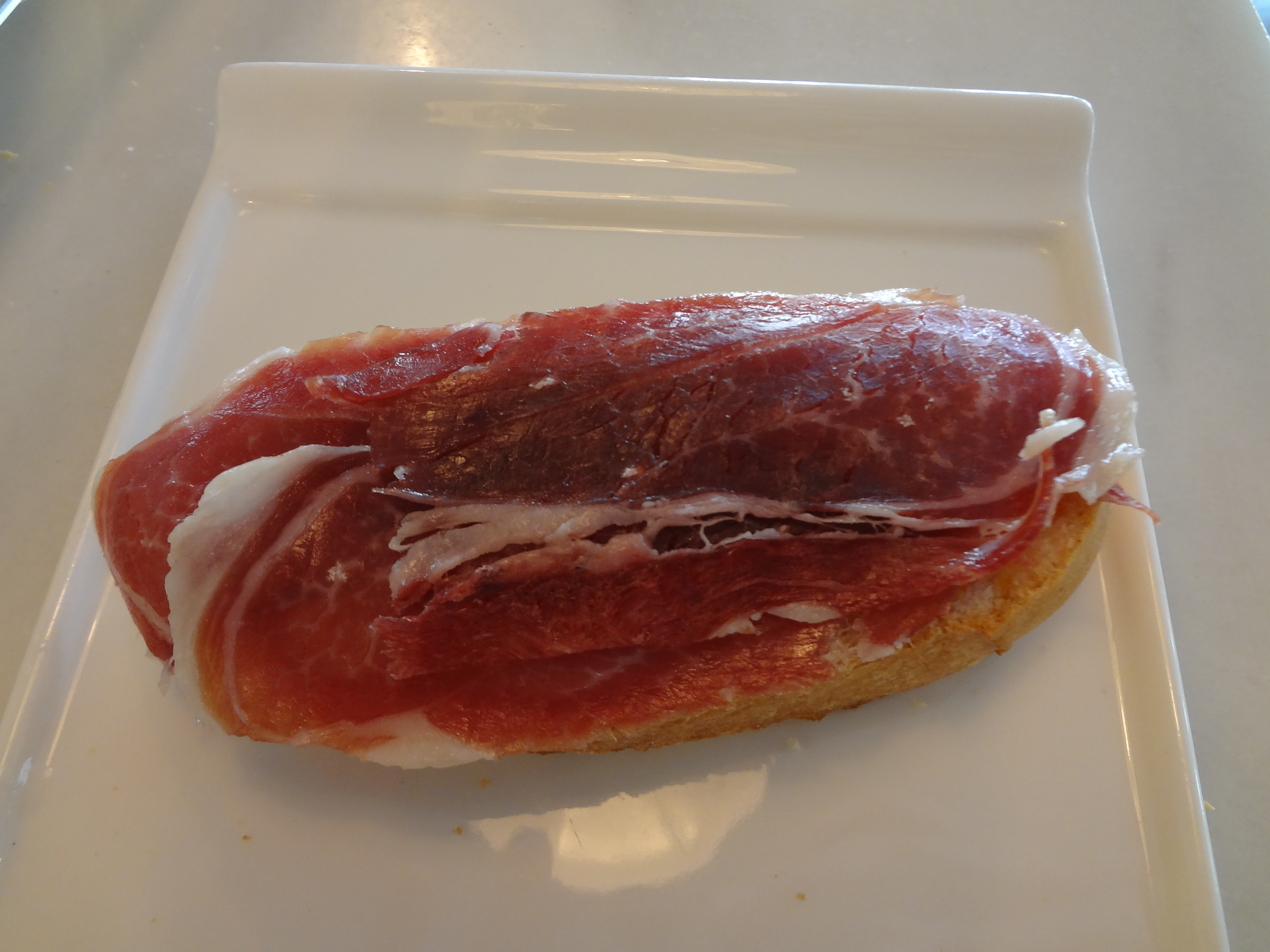
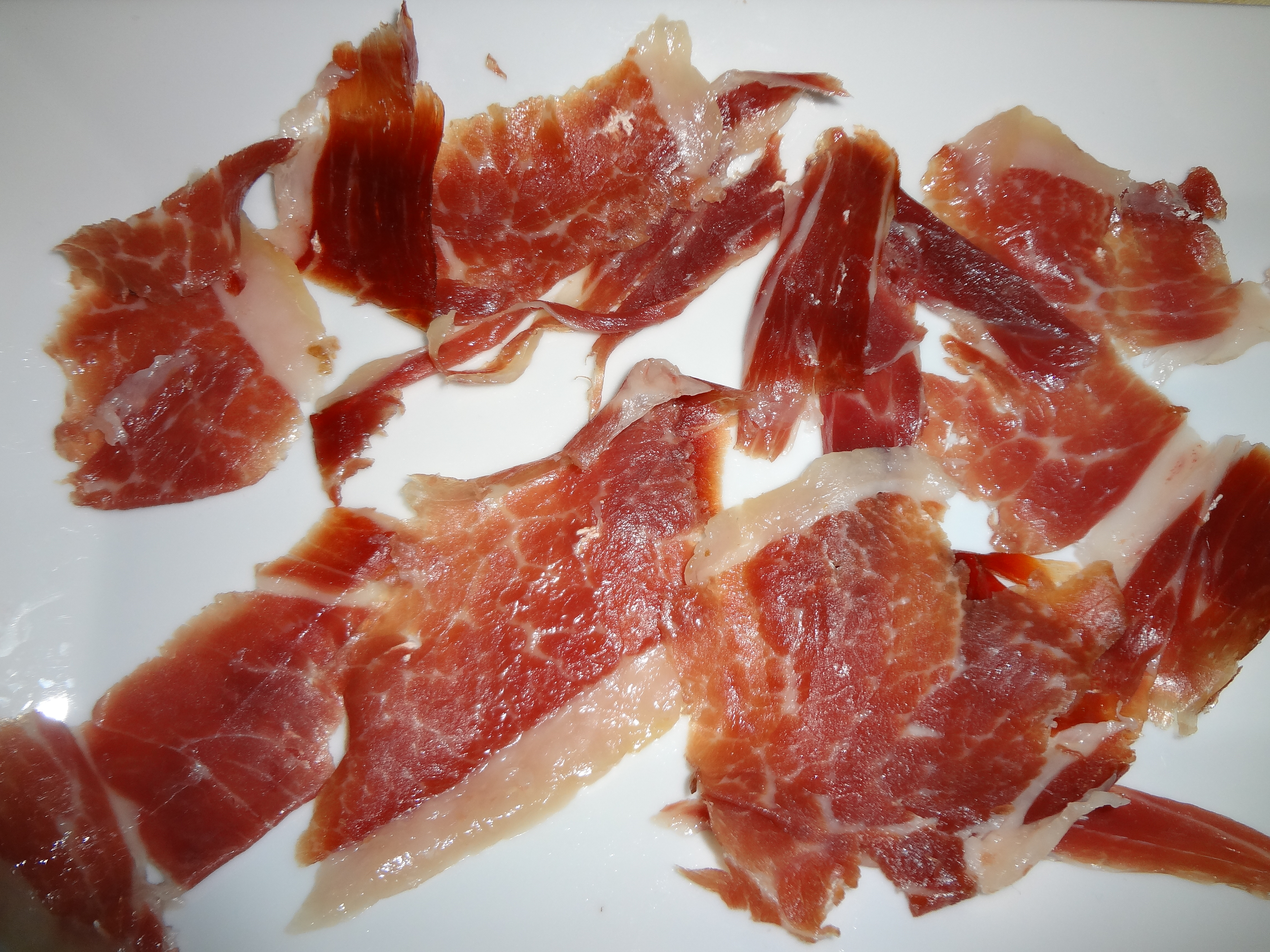
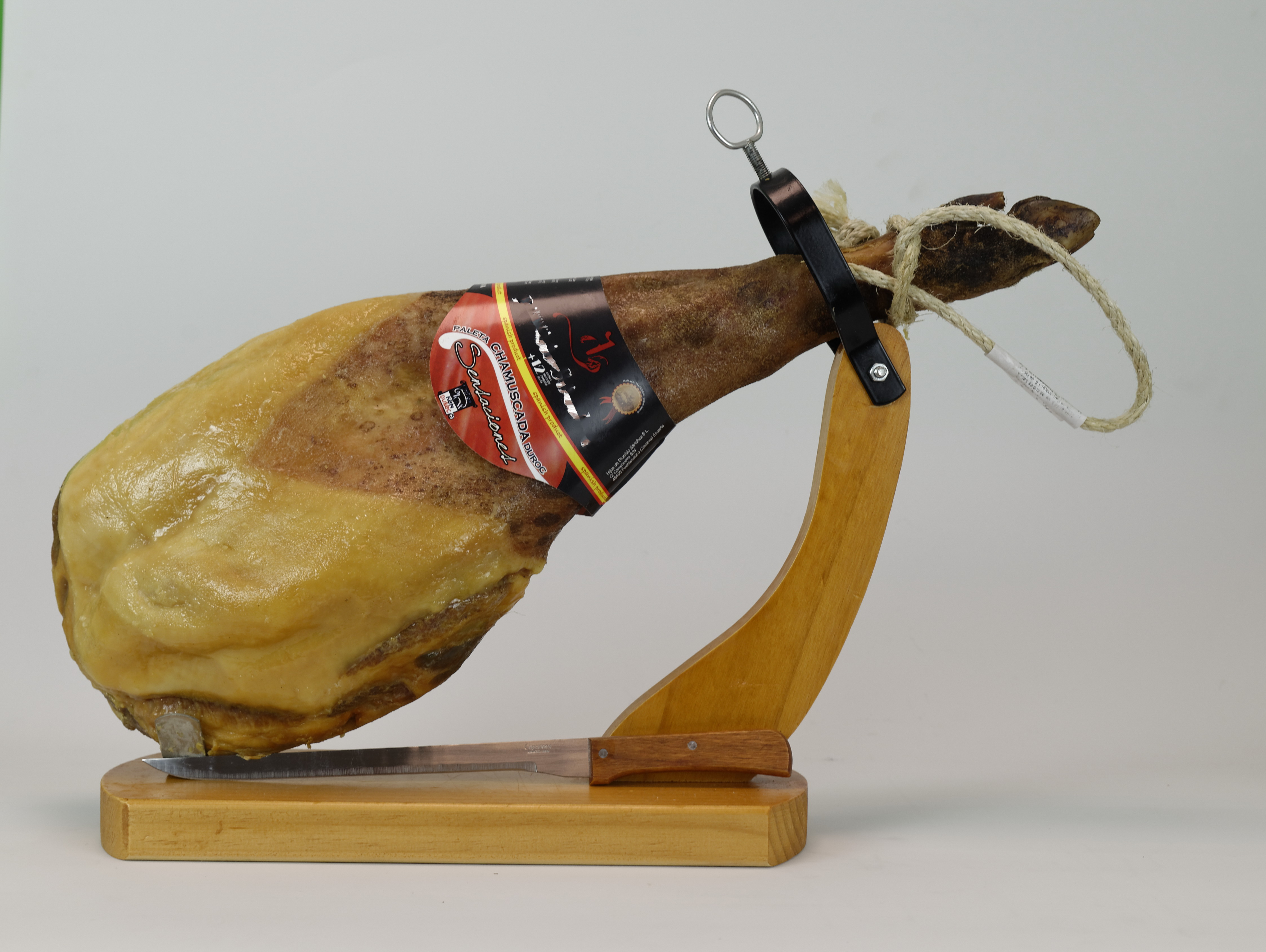
Paleta chamuscada